# Droit des obligations en Belgique
Pour les autres articles nationaux ou selon les autres juridictions, voir Droit des obligations.
En Belgique, le droit des obligations est une des bases principales du droit privé. Il est l'héritier du droit romain et a subi des évolutions importantes en 1804, date d'entrée en vigueur du code civil, ainsi que lors des modifications législatives, jurisprudentielles et doctrinales des textes et de leurs interprétations.
La majorité de la loi concernant le droit des obligations se trouve dans les articles 1108 à 1386 bis, 1689 à 1701 et 2219 à 2280 du code civil; la loi du 9 juillet 1971 réglementant la construction d'habitations et la vente d'habitations à construire ou en voie de construction; la loi du 12 juin 1991 relative au crédit à la consommation; la loi du 14 juillet 1991 sur les pratiques du commerce et sur l'information et la protection du consommateur; et la loi du 2 août 2002 relative à la publicité trompeuse et à la publicité comparative, aux clauses abusives et aux contrats à distance en ce qui concerne les professions libérales.
Le législateur de l'Union européenne vise de plus en plus à une harmonisation du droit des obligations en Europe, en particulier en ce qui concerne le droit de la concurrence, le commerce électronique, le droit de la consommation ou encore la responsabilité du fait des produits défectueux.

## La notion d'obligation
L'obligation est un lien de droit en vertu duquel une ou plusieurs personnes, physiques ou morales (créanciers) peuvent exiger une prestation ou une abstention d'une autre ou de plusieurs autres personnes, les débiteurs. Ce lien juridique implique un pouvoir de contrainte du créancier sur le débiteur en vue de le forcer à s'exécuter.
On classe généralement les obligations en trois catégories : les obligations de facere (de faire), de non-facere (de ne pas faire) et de dare (donner, c'est-à-dire de créer ou de transférer un droit réel ou de créance).

## Les sources d'obligations

### Les obligations issues d'actes juridiques
L'acte juridique peut être défini comme une manifestation de volonté émise avec l'intention de produire des effets que la loi lui attache, ce que l'on nomme l'intention juridique.
La doctrine classe les obligations issues d'actes juridiques en actes juridiques unilatéraux et en actes juridiques multilatéraux, les contrats. Le Code civil énonce beaucoup de règles sur les contrats mais peu sur les actes juridiques unilatéraux et, quand elle le fait, ce n'est pas en tant que catégorie générale mais sur les actes juridiques unilatéraux déterminés.

#### L'acte juridique unilatéral
L'acte juridique unilatéral est la manifestation de volonté d'une seule personne avec l'intention de produire des effets que la loi lui attache. On trouve comme actes juridiques unilatéraux :
- le testament et la renonciation à une succession,
- la reconnaissance d'un enfant,
- le congé en matière de bail, le licenciement d'un préposé, la révocation d'un contrat de mandat, l'exercice de la faculté de résiliation unilatérale d'une convention,
- L'engagement par déclaration unilatérale de volonté,
- etc

Bien qu'unilatéral, une manifestation de volonté peut créer une obligation dans le chef de son auteur. Par exemple, l'offre de contracter lie celui qui propose. Pour cela, il faut une manifestation d'une volonté certaine et ferme, la forme n'a pas d'importance, dans certains cas, une notification au destinataire ,.

#### Le contrat
Le contrat est un accord de volonté entre au moins deux personnes en vue de produire des effets dans le domaine du droit.

### Les obligations issues de faits juridiques

#### Les quasi-contrats
Les quasi-contrat sont une sorte de contrat. La différence avec un contrat habituel bilatéral est qu'ici, dans le quasi-contrat, une des parties n'a pas donné son consentement. Les exemples de quasi-contrat sont nombreux : votre voisin, parti en vacances, a subi un dégât des eaux, vous appelez le toiturier pour réparer la fuite : votre voisin, sans avoir donné son accord préalable, s'engage à vous rembourser les frais du réparateur car vous avez pris une décision dans son intérêt. Même principe si vous payer une facture que votre conjoint avait déjà payé deux jours plus tôt : le vendeur doit vous rembourser le paiement indu sans avoir donné d'accord.

## L'inexécution des obligations
La notion d'inexécution de l'obligation regroupe les inexécutions totales ou partielles, tardives et défectueuses. Lorsqu'elle est imputable au débiteur, le créancier dispose de moyen de pressions, les sanctions juridiques. Le créancier peut réclamer l'exécution en nature ou, à défaut, l'exécution par équivalent, l'exception d'inexécution et la résolution pour inexécution fautive.

### La mise en demeure
Le débiteur doit en principe être préalablement mis en demeure avant qu'une sanction puisse être mise en œuvre à son égard. La mise en demeure est un acte juridique unilatéral réceptice par lequel le créancier réclame au débiteur de manière claire et non équivoque l'exécution en nature de l'obligation qui lui incombe. Il s'agit de donner au débiteur une dernière chance de s'exécuter en nature. Lorsqu'il s'agit d'une obligation de dare, la mise en demeure opère un renversement de la charge des risques. 
Néanmoins, si l'exécution en nature n'a plus de sens, il n'est pas nécessaire d'opérer une mise en demeure. De même, certaines lois dispensent de cette formalité dans certains cas. Le contrat peut également lui-même dispenser de cette obligation, sous-réserve d'une utilisation de bonne foi.

### L'exécution en nature
En principe, le créancier a droit de réclamer l'exécution de son droit. Mais selon l'adage Nemo potest praecise cogi af factum on ne peut obliger une personne à faire quelque chose de force (ex. obliger un jardinier à s'occuper du jardin). Il y a alors soit une exécution par équivalent, c'est-à-dire la plupart du temps, le versement d'une somme d'argent soit des palliatifs.
Le remplacement est un mode d'exécution en nature indirecte, il consiste à faire procéder par un tiers à l'exécution de l'obligation en souffrance au frais du débiteur. Il doit être préalablement autorisé par le juge, sauf en cas d'urgence auquel cas on parle de remplacement unilatéral. S'il a lieu d'urgence, le créancier doit pouvoir prouver que le remplacement était urgent, qu'il a agi de bonne foi, qu'il a préalablement mis en demeure son débiteur de s'exécuter, qu'il ait informé le débiteur qu'il allait opérer à un remplacement, que le remplacement ne se fasse pas à un coût exagéré et que son débiteur ne s'était pas exécuté et que ça lui était imputable. Un contrôle judiciaire a posteriori est toujours possible.
L'astreinte est un autre palliatif de l'impossibilité d'obtenir l'exécution forcée d'une obligation nécessitant l'intervention du débiteur. Elle consiste en la possibilité pour le créancier d'obtenir en justice une condamnation du débiteur à s'exécuter en nature sous la menace du paiement d'une somme d'argent. Elle doit être prononcée par le juge, est accessoire à une injonction du juge, porte sur le paiement d'une somme d'argent et n'est due que si le débiteur ne respecte pas l'ordre du juge. Elle n'a pas pour but d'indemniser le créancier mais de pousser le débiteur à agir.

### L'exécution par équivalent
Lorsque l'exécution en nature n'est plus possible, n'est plus satisfactoire pour le créancier ou lorsqu'elle constituerait un abus de droit dans son chef, l'exécution a lieu par équivalent, c'est-à-dire qu'on opère à la réparation du préjudice causé par l'inexécution. Elle a généralement lieu par l'octroi de dommages et intérêts.
Pour qu'elle puisse avoir lieu, il faut qu'une mise ne demeure ait eu lieu, que l'inexécution soit imputable au débiteur et qu'il en résulte un dommage direct et prévisible.
La responsabilité contractuelle du débiteur est à base de faute. Peu importe la gravité de la faute. Une cause étrangère libératoire, c'est-à-dire un événement exempt de toute faute du débiteur, tant avant, pendant qu'après sa survenance et qui a rendu impossible l'exécution de son obligation par le débiteur peut libérer le débiteur lorsqu'il s'agit d'une obligation de résultat faisant que la charge de la preuve incombe au débiteur.

## Les modes d'extinction des obligations
- le paiement,
- la novation,  (changement d'objet, de créancier ou de débiteur)
- la confusion, (le débiteur devient créancier de sa propre dette = confusion entre débiteur et créancier ⇒ extinction de l'obligation)
- compensation, (compensation d'une dette avec une autre, pour les mêmes créanciers et débiteurs, pour une dette qui porte sur un bien fongible, exigible à la même date et liquide)
- prescription, (dépassement de l'échéance d'une obligation)
- la remise de dette, (renoncement gratuit des droits du créancier envers son ou ses débiteurs)
- impossibilité d’exécution ("à l'impossible, nul n'est tenu")